# Lords of Acid
I Lords of Acid sono un gruppo musicale belga considerato il più rappresentativo della nazione nell'ambito della musica techno.
I loro brani, spesso ballabili, sono ispirati a stili quali heavy metal, acid house industrial, e new beat, mentre i testi sono spesso auto-parodistici e alludono al consumo di droghe, all'edonismo ed al sesso. Secondo quanto riportato dal gruppo stesso, essi avrebbero venduto 2,5 milioni di copie dei loro album.
Durante la carriera dei Lords of Acid, il loro membro Praga Khan (Maurice Engelen) ha inoltre intrapreso una carriera solista che lo ha visto cimentarsi in numerosi progetti. Olivier Adams e Praga Khan (The Immortals) sono noti anche per il loro singolo Mortal Kombat (Techno-Syndrome) pubblicato nel 1992.

## Discografia

### Album in studio
- 1991 – Lust
- 1994 – Voodoo-U
- 1997 – Our Little Secret
- 2001 – Farstucker
- 2012 – Deep Chills
- 2018 – Pretty in Kink

### Album dal vivo
- 2018 – Tales of Debauchery - Live

### Raccolte
- 1999 – Heaven Is an Orgasm
- 1999 – Expand Your Head
- 2001 – On the Racks
- 2002 – Private Parts
- 2003 – Greatest T*ts
- 2016 – Smoking Hot

### EP
- 1994 – The Crablouse
- 1996 – Sucking in the 70s EP
- 2001 – Lords of Acid Vs Detroit
- 2011 – Little Mighty Rabbit
- 2012 – Pop That Tooshie

### Singoli
- 1988 – I Sit on Acid
- 1990 – Hey Ho!
- 1991 – Rough Sex
- 1991 – Take Control
- 1992 – I Must Increase My Bust
- 1995 – Do What You Wanna Do
- 1995 – Marijuana in Your Brain
- 1997 – Rubber Doll
- 1998 – Pussy
- 1999 – Am I Sexy...?
- 2000 – Lover/Let's Get High
- 2001 – Lover Boy/Lover Girl
- 2001 – Scrood Bi U
- 2003 – Gimme Gimme
- 2012 – Vampire Girl
- 2012 – Paranormal Energy (con Zak Bagans)
- 2018 – Number 69

## Videografia
- 1999 – Screened
- 2003 – Screened II
- 2003 – Heaven Is Coming